# Jenö Bango
Jenö Bango (* 1934) ist ein aus Ungarn stammender belgischer Staatsbürger. Er ist Soziologe und Sozialarbeitswissenschaftler und lehrte bis zu seiner Emeritierung im Jahr 1999 an der Katholischen Hochschule Nordrhein-Westfalen in Aachen.
Bango wuchs in Ungarn auf und studierte sowohl dort als auch in Österreich und Belgien. Anschließend war er eine längere Zeit als Gymnasiallehre in der Republik Kongo und in der Schweiz tätig. Schließlich übernahm er zunächst in Düsseldorf und danach in Aachen einen Lehrstuhl und hatte nach seiner Emeritierung in den Jahren 2001, 2003 und 2004 eine Gastprofessur an der Eötvös-Loránd-Universität in Budapest inne. 
Bongos Fachgebiete sind Soziologie der Sozialarbeit, Soziologische Systemtheorie und Theorien der Weltgesellschaft beziehungsweise Globalisierung und Regionalisierung.

## Schriften (Auswahl)
- Soziologie für soziale Berufe. Grundbegriffe und Grundzüge, Stuttgart: Enke, ISBN 3-432-26341-4
- Auf dem Weg zur postglobalen Gesellschaft. Verlorenes Zentrum, abgebaute Peripherie, "erfundene" Region, Berlin: Duncker und Humblot, 1998, ISBN 3-428-09603-7
- Wissenschaftliches Arbeiten in der Sozialarbeit. Eine Einführung für Studierende und Lehrende, Opladen; Wiesbaden: Westdeutscher Verlag, 2000, ISBN 3-531-22190-6
- Sozialarbeitswissenschaft heute. Wissen, Bezugswissenschaften und Grundbegriffe, Stuttgart: Lucius und Lucius, 2001, ISBN 3-8252-2203-9 (UTB)
- Theorie der Sozioregion. Einführung durch systemische Beobachtungen in vier Welten, Berlin: Logos-Verlag, 2003, ISBN 3-8325-0139-8
- Studien zur transmodernen und transdisziplinären Sozialarbeit, Berlin: Logos-Verlag, 2008, ISBN 978-3-8325-2069-4